# Fraza (czasopismo)
Fraza – kwartalnik literacko-artystyczny wydawany od października 1991 roku w Rzeszowie. Tę samą nazwę ma Stowarzyszenie Literacko-Artystyczne „Fraza”.
Oprócz prezentacji literatury polskiej i obcej, twórców uznanych i debiutantów, „Fraza” przedstawia też sylwetki artystów związanych z południowo-wschodnim regionem Polski, publikuje eseje na temat sztuki współczesnej i dawnej. Zajmuje się również tematami dotyczącymi pogranicza polsko-ukraińskiego i przejawami wielokulturowości terenu.
Pismo został założone przez pracowników naukowych Wyższej Szkoły Pedagogicznej w Rzeszowie. Od 1994 roku wydawcą „Frazy” jest Stowarzyszenie Literacko-Artystyczne „Fraza”.
W styczniu 1998 r. w wyniku redakcyjnych nieporozumień część członków stowarzyszenia odeszła z „Frazy” i założyła pismo „Nowa Okolica Poetów”.
Redaktorzy naczelni pisma:
- Andrzej Salnikow (1991–1995),
- Stanisław Dłuski (1995–1998),
- Magdalena Rabizo-Birek (od czerwca 1998).

W skład redakcji wchodzą naukowcy z Zakładu Literatury Polskiej XX Wieku Instytutu Polonistyki i Dziennikarstwa Uniwersytetu Rzeszowskiego:
- Anna Jamrozek-Sowa,
- Zenon Ożóg,
- Janusz Pasterski,
- Jan Wolski.

Przy kwartalniku ukazuje się również Biblioteka „Frazy”, w której opublikowano ponad pięćdziesiąt pozycji w kilku seriach (poetycka, prozatorska, eseistyczna, naukowa, przekłady), część we współpracy z Polskim Funduszem Wydawniczym z Kanady.